# 垣内武行
垣内 武行（かきうち たけゆき）は戦国時代の豪族。紀伊国有田郡栖原村の豪商垣内家の祖。

## 生涯
父菊池兼胤は肥後国菊池郡の豪族菊池重朝の妾腹の娘某の子といい、民間で育てられ、諸国を流浪した後、大永7年（1527年）阿波国勝瑞で細川持隆（氏之）に仕え、河内国垣内村を与えられたが、持隆が三好氏に圧迫されると、畿内を奔走し、京都百万遍で死去した。父の死後、母に連れられて兄重武と勝瑞に戻ったが、間もなく母も死去したため、兄と旧知を頼って垣内村に戻り、菊池姓を憚って垣内氏を称した。
これより先、家臣北畠氏・川端氏・浦辺氏・西中氏等が紀伊国に入り、有田郡栖原村が海・山に面し、山林・沼沢が豊かで、農業・漁業に適しているとして移住を勧められると、兄と協議の結果、リスク分散のため兄と家宝を河内に残し、菊池槍、包真・則実・清光・祐定・乗光・長盛の刀、大判金20枚、銀300両を携え、天文21年（1552年）9月27日北畠氏等と共に紀伊国に入った。家臣と協力して山林を開拓し、農地を耕して灌漑し、村落を建設し、天正11年（1583年）1月11日55歳で病没し、了心と諡号され、村内の丸山西原蝉林に葬られた。

## 親族
- 父：菊池靱負佐兼胤[1]
- 兄：垣内靱負重武 - 子孫は河内に続き、元和2年（1616年）2月曽孫が紀伊国を訪れた記録があるが、数十年後に断絶し、家宝も散逸した[1]。
- 妻：妙誓 - 有田郡下津野村豪族白樫右衛門娘。白樫家の子孫は豊臣氏に滅ぼされた[2]。
- 子：垣内重久 - 第2代太郎兵衛。灌漑を行い、20代で子の兼次に家督を譲った。慶長17年（1612年）8月15日56歳で病没。諡号は等乗[1]。
- 孫：垣内兼次 - 第3代太郎兵衛。遠海漁業を創業した[3]。